# Petra Hynčicová
Petra Hynčicová (Liberec, 1º maggio 1994) è una fondista ceca.

## Biografia
Attiva in gare FIS dal dicembre del 2010, la Hynčicová ha esordito in Coppa del Mondo l'11 gennaio 2014 a Nové Město na Moravě (45ª), ai Giochi olimpici invernali a Pyeongchang 2018, dove si è classificata 60ª nella 10 km, 39ª nella 30 km, 45ª nella sprint e 47ª nello skiathlon, e ai Campionati mondiali a Seefeld in Tirol 2019, piazzandosi 48ª nella 10 km, 43ª nella sprint, 13ª nella sprint a squadre e 11ª nella staffetta. Ai Mondiali di Oberstdorf 2021 è stata 33ª nella 10 km, 36ª nella 30 km, 35ª nella sprint e 8ª nella staffetta; l'anno dopo ai XXIV Giochi olimpici invernali di Pechino 2022 si è classificata 42ª nella 10 km, 41ª nella 30 km, 26ª nello skiathlon, 33ª nella sprint, 15ª nella sprint a squadre e 13ª nella staffetta.

## Palmarès

### Coppa del Mondo
- Miglior piazzamento in classifica generale: 72ª nel 2021